# Sigride da Suécia
Sigride Eriksdotter da Suécia (Castelo de Svartsjö, 15 de outubro de 1566 – Mansão de Liuksiala, 24 de abril de 1633) foi uma princesa da Suécia como a filha legitimada do rei Érico XIV e de sua amante, mais tarde esposa, Catarina Månsdotter. Seguindo a deposição do pai como rei pelo seu meio-irmão, a família ficou presa por vários anos, até a morte de Érico. Mais tarde, ela dividia o seu tempo na corte sueca onde servia como dama de companhia de sua prima antes de se casar, e também na Finlândia, ao lado da mãe, onde Sigride possuía as suas próprias propriedades, e onde veio a falecer e foi enterrada.

## Família
Sigride era a filha primogênita de Érico XIV e de Catarina Månsdotter.
Os seus avós paternos eram o rei Gustavo I da Suécia e sua primeira esposa, Catarina de Saxe-Lauemburgo. Os seus avós maternos eram o guarda de prisão, Måns, e sua esposa, Ingrid, que vinha de uma família de camponeses de Uppland.
Ela teve três irmãos mais novos: Gustavo, que ficou noivo da princesa Xenia Borisovna da Rússia, porém, o casamento foi cancelado pelo pai da moça, Boris Godunov, devido à vida dissoluta que ele levava, Henrique e Arnoldo, ambos os quais morreram cedo.

## Biografia
Apesar de seus pais não estarem casados quando ela nasceu, Sigride foi tratada como uma filha legítima desde o início. A menina foi colocada sob os cuidados de Jeanne de Herboville, a esposa de um nobre huguenote da França que tinha imigrado para a Suécia. Érico se casou morganaticamente com Catarina em 1567, e em 1568, os dois tiveram um casamento oficial, e Catarina foi coroada em 5 de julho daquele ano. Catarina e o irmão, Gustavo, estiveram presentes no casamento e na coroação, o que era inédito para os filhos de um casal real. Em ambas as ocasiões, ela foi autorizada a ficar ao lado deles sob um dossel com o irmão, como forma de demonstrar a sua nova legitimidade e estatuto. A presença das crianças era uma forma de demonstrar a sua nova posição: eles foram confirmados como legítimos, e receberam todos os privilégios de uma princesa e príncipe reais.
Em janeiro de 1569, o rei foi formalmente deposto pelo meio-irmão, João III, e preso junto com a família. Foi permitido à jovem, de vez em quando, que vivesse fora da prisão domiciliar dos pais, sob os cuidados de Jeanne de Herboville e da rainha viúva, Catarina Stenbock, madrasta de Érico e do novo rei. Em 1573, Sigride foi tirada do pai, e levada, junto com a mãe, ao Castelo de Turku, na Finlândia. Em 1575, ela foi separada do irmão, que também foi removido da tutela da mãe. Em fevereiro de 1577, com a morte do pai por envenenamento, Sigride e a mãe foram libertadas, e passaram a morar na Mansão de Liuksiala, na cidade finlandesa de Kangasala.
A sua posição após a deposição do pai era incerta, porém, ela não possuía a posição completa de uma princesa real. Numa pintura atribuída à ela, ela é chamada de "Fröken Sigrid Vasa, Konung Eriks äkta dotter" (Senhora Sigride Vasa, filha legítima do Rei Érico). Neste caso, o título de senhora (Mamsell) apenas foi usado por mulheres nobres no século XIX na Suécia. Mesmo assim, Sigride tinha um bom relacionamento com a família paterna. Ela foi nomeada dama de companhia da prima, a princesa Ana, em 1582, e acompanhou-na em sua viagem para a Polônia, onde esteve presente na coroação do irmão de Ana, Sigismundo III Vasa da Polônia, em 1587. Logo após isso, ela se encontrou com o irmão, Gustavo, na Polônia.
Ainda no ano de 1587, Sigride recebeu o feudo da residência da mãe, a Mansão de Liuksiala, assim como o direito de herdá-la.  Não é claro se isso significava que agora a casa era propriedade da princesa e não de Catarina, porém, em seguida, Sigride recebeu a sua própria renda advinda da propriedade.  Mãe e filha tinham um relacionamento próximo, e Sigride costumava visitá-la com frequência na Finlândia. 
Não se sabe quanto tempo a jovem permaneceu na corte da princesa Ana, mas, em 1596, ela estava novamente morando na Finlândia, e, em 1597, recebeu permissão de Ana para se casar com Henrik Klasson Tott, o que indicava que, formalmente, ela ainda era uma dama de companhia na época. Ela se tornou, então, senhora da Mansão de Sjundby, também na Finlândia.
Em 1599, Sigride seguiu o marido no seu exílio em Riga, na atual Letônia, para onde ele fugiu do rei Carlos IX, pois ele era leal ao rei Sigismundo.  Após ficar viúva, ela retornou à Finlândia em 1603.
Sigride visitou a Mansão Sjundby na primavera de 1603, encontrando uma fazenda em ruínas. As casas de madeira são descritas como podres e em ruínas, e o castelo sofreu muitos danos. Ela permanece na Finlândia, mas não se sabe se residia em Sjundby. É sabido que ela morou pelo menos, ocasionalmente, na fazenda Gerknäs, em Lojo. Da mesma forma que ela frequentemente visitava sua mãe, Catarina, em Liuksiala, Catarina também visitava Sigride em Sjundby. A sala sudoeste no segundo andar do castelo de Sjundby é chamada de sala de Catarina Månsdotter. Acredita-se que ela passou a noite lá quando visitou a filha. Em 1618, o filho da princesa, Åke Henriksson Tott, do seu primeiro casamento, viria a assumir a administração de Sjundby.
Em 10 de setembro de 1609, no Castelo das Três Coroas, ela se casou com Nils Nilsson, e a partir daí, passou a viver na corte sueca, onde Nils tinha um cargo. Ocasionalmente, Sigride tinha conflitos com Carlos IX em relação a assuntos financeiros, e, o rei, em tais ocasiões, a chamava de "bastarda", mas não há nada que indique que ela era desrespeitada na corte.
Sigride faleceu em 24 de abril de 1633, aos 66 anos de idade, e foi enterrada na Catedral de Turku, na Finlândia.

## Descendência
- Åke Henriksson Tott (4 de junho de 1598 – 14 de julho de 1640), participou da Guerra dos Trintas Anos, comandando tropas na Batalha de Grubin em 1627, e na Batalha de Breitenfeld, em 1631. Também foi nomeado Conselheiro Privado em 1630, e Marechal de Campo da Suécia em 1631. Foi casado duas vezes, primeiro com Sigrid Bielke e depois com Christina Brahe. Teve descendência;
- Anna Henriksdotter Tott, morreu quando criança;
- Erik Henriksson Tott (m. 1621)